# Daría Echagüe
Daría del Rosario Echagüe de Santibáñez (San Juan, 7 de noviembre de 1872 - San Juan, 1956), hija de Pedro Echagüe y Epifanía de la Barrera, fue una pintora y docente argentina. Como pintora, realizó una producción artística prolífera a lo largo de su vida, y como maestra de dibujo y pintura, se desempeñó en instituciones educativas y el taller de su hogar.

## Biografía
Daría nació en el seno de una familia con ascendencia tradicionalista. Su padre, Pedro Echagüe, era un reconocido periodista, educador, militar y escritor. Luego de varios años de exilio a causa de su ferviente ideología unitaria, Pedro retornó a Argentina en 1852, tras la inminente derrota del gobernador federal Juan Manuel de Rosas. En 1860, se radicó en la provincia de San Juan, donde contrajo matrimonio con Epifanía de la Barrera. Juntos se fueron a vivir a una antigua casa quinta ubicada en la calle ancha del Norte, hoy actual 25 de mayo 463 oeste. Tuvieron cuatro hijos: Antonia Luisa Echagüe, pintora como su hermana; María Isabel Echagüe (escritora y autora de las obras Nubes Blancas, El modernismo y liberalismo femeninos, Tragedia del amor y Hogar anticuado), Daría del Rosario Echagüe y Juan Pablo Echagüe, afamado crítico teatral y escritor. 

La artista transitó su etapa de infancia y adultez en un ambiente propenso para el cultivo artístico y cultural, lo que probablemente despertó su interés por el arte. A sus 39 años, contrajo matrimonio con el pintor chileno Guillermo Augusto Santibáñez, quien falleció el 20 de septiembre de 1929. No tuvieron descendientes. Daría vivió con su esposo en la casa familiar de los Echagüe y fue la última habitante del lugar. Decidió donarla en vida a la Federación Argentina de Bibliotecas Populares, en 1951, con el fin de que allí se instalara un museo y una biblioteca que llevara el nombre de su hermano, Juan Pablo Echagüe, y de su padre, Pedro Echagüe. En la ceremonia de entrega de la propiedad, Daría brindó un cálido y afectuoso discurso donde veneró la inteligencia, la bondad y la trayectoria de su hermano, como el amor hacia su familia:
[…] El recuerdo de su hogar paterno está unido al de aquella que le dio el saber; la recuerda con amor sublime y “Mi madre”, en páginas llenas de ternura porque para él como para Sarmiento, “la madre es la tierra viviente a la que se adhiere el corazón como las raíces en el suelo”. Su espíritu grande estaba abierto a todas las nobles aspiraciones. Ante ese ser de corazón y alma templados por la lucha, que con su cariño de cerca o lejos nos amparó y materialmente, que vivía con el pensamiento puesto en nosotras como un padre fiel y constante, siéntome abatida por no poder de una manera más grande honrar su venerada memoria. Es por eso que quiero que mis cuadros estén aquí, cerca de la Biblioteca como modo del recuerdo, acompañando sus libros, y que queden juntos en el hogar de nuestra niñez, los mejores frutos de su espíritu y los de muerte. […]
Luego de la muerte de su esposo, Daría atravesó una situación económica muy delicada. Murió en la extrema pobreza y el olvido, e incluso un amigo, Luis Suárez Jofré, se encargó de organizar una colecta entre amistades para recaudar fondos y poder pagar su entierro. Y de las circunstancias de su muerte se sabe muy poco: no existen registros ni de la fecha de defunción ni del entierro, y en la bóveda familiar que se erige en el cementerio local no hay ninguna placa que indique que se encuentra enterrada allí, aunque podría suponerse que sí.

## Formación y labor docente
Daría pudo acceder a una formación académica, aunque tuviera ciertos matices androcéntricos. Para la época, la educación femenina estaba pensada para aquellas tareas referidas a la gestión y el funcionamiento del hogar. Es probable que, en el caso de Daría como en el de otras tantas mujeres, su educación se viera atravesada por esta concepción legitimada de la educación femenina, donde se estipulaba que la mujer se convirtiera en ama y dueña del hogar. Sin embargo, contemplando que provenía del seno de una familia de gran impronta artística y cultural, y que su hermano era un asiduo crítico teatral del diario La Nación, podría suponerse que Daría tuvo la posibilidad de viajar y formarse en el epicentro porteño con el apoyo de su hermano Juan Pablo y de su padre, un acto casi excepcional para la época. 
Durante los años 1890-1945, hubo un grupo nucleado en torno a la figura del militar, explorador y coleccionista Luis Jorge Fontana (1846-1920) que se denominó Grupo Fontana y llevó adelante una actividad significativa en el ámbito artístico sanjuanino. Entre quienes lo integraban estaba Manuel Prieto, quien instaló una escuela en San Juan donde Daría iniciaría sus estudios de pintura con el maestro italiano Luis Brusotti. Asimismo, en Buenos Aires, realizó estudios en la Academia Nacional de Bellas Artes, donde fue alumna de Martín Malharro y Ernesto de la Cárcova. Y no fue la única mujer que accedió a una formación en la escuela de Prieto; hubo otras artistas que se formaron con él y estuvieron activas en el terreno artístico sanjuanino hasta mediados del siglo XX: Cesarita Garramuño de Godoy, Isaura Aguiar de Gallegos, Juanita Arnaud, Anita Pensado y Lola Campbell. 
El entorno que circundó a la pintora durante su formación artística fue predominantemente masculino. Era más habitual encontrar a una mujer en el rol de alumna o modelo en un taller o una academia que en el rol de maestra artista, ya que existía la concepción de que los hombres tenían la dote y el saber innato para educar y formar artistas. Sin embargo, esto no fue un impedimento para Daría, que decidió ejercer la docencia. Trabajó en la Escuela Normal Domingo Faustino Sarmiento, donde dictó la asignatura Dibujo. Allí estuvo entre 1919 y 1943, estimativamente; de este período se sabe, por testimonios orales, que Daría recibía en su clase a niños que eran enviados con ella por las autoridades o docentes de la institución debido a su indisciplinariedad. Quizás esto se debiera a los modales dispensados por la docente hacia los alumnos, y por la vocación para enseñar la técnica y el dominio del dibujo.

## Obra
A fines del siglo XIX y principios del siguiente, el devenir artístico en San Juan trajo consigo ciertos cambios paradigmáticos en torno a la concepción del arte, influenciados por la corriente romántica que se afianzaba en el epicentro porteño y estaba alcanzando a las provincias del resto de Argentina. Pese a estar ubicado en las periferias, el arte sanjuanino supo consolidarse desde una perspectiva singular y con un sentido de pertenencia. En esa búsqueda hacia una realización plena dentro del campo cultural, hubo artistas que encontraron su quehacer artístico nucleado en la (re)conceptualización del paisaje, ya no comprendido como una rama menor del arte, un simple fondo que complementaba a la obra, sino como un género pictórico en sí, con una estética y particularidad propia. Tal punto de inflexión en su concepción era consecuencia del espíritu romántico de finales del siglo XVIII que venía arribando al territorio argentino a través de intelectuales y artistas viajeros y que podía verse materializado en las obras ejecutadas, que posicionaban al género del paisaje en una nueva categoría.
Es posible que Daría hallara en la pintura un modo de plasmar el paisaje autóctono, con su contraste de colores, su historia, su gente. Dentro del corpus de obras realizadas, pueden apreciarse las vistas icónicas locales de La Quebrada del Zonda y La chaya en San Juan, como también paisajes costumbristas. Aunque se desconoce el paradero de tales obras, es viable suponer que una de dichas pinturas es la que salió publicada en la revista semanal Fray Mocho en 1914. Actualmente, solo se conoce el paradero de dos obras de su autoría, que son un testimonio visual del hecho catastrófico que asoló a toda la provincia de San Juan y la región hacia fines del siglo XIX: el terremoto de 1894. Ambas imágenes fueron tomadas del natural; es decir que Daría estuvo en el lugar después de lo acontecido y pudo plasmar en la tela aquel paisaje desolador y angustiante. Afortunadamente, hoy se encuentran a resguardo del Museo Provincial de Bellas Artes Franklin Rawson de San Juan. Decimos “afortunadamente” porque cuando realizó la donación de su casa a la Federación Argentina de Bibliotecas Populares, donó también un lote de 300 libros y 110 obras de su autoría, entre las que había óleos, pasteles, carbones y dibujos, pero se desconoce, por completo, dónde pueden estar. Puede que, a raíz del limbo jurídico en el cual estuvo la propiedad hasta que finalmente el Estado Nacional aceptó la donación por medio de un decreto publicado en el boletín oficial, se perdieran por completo o que, suponiendo que sus obras no estuvieran firmadas, pasaran de mano en mano sin que sus poseedores supieran quién era la autora de las mismas. Pero son solo suposiciones, considerando que al momento se creía que sólo había ejecutado las dos obras que se encuentran en la institución museística. 
Su obra Carpa de la Merced [antes Iglesia de La Merced], realizada en 1894, da cuenta de un paisaje tomado del natural donde puede observarse, en un primer plano, un terreno despojado con un refugio levantado en forma precaria; en un segundo plano, escombros; y más atrás, lo que parece ser la estructura edilicia de una iglesia en ruinas. Según la época en la cual la pieza fue ejecutada, puede decirse que corresponde al terremoto histórico ocurrido el 27 de octubre de 1894, que afectó principalmente a las provincias de San Juan y La Rioja. Lo atestigua la tienda levantada en forma provisoria con lo que parecen ser unas telas o alfombras de la iglesia, en cuyo interior se observa la imagen de una virgen tenuemente alumbrada por una llama, probablemente recuperada luego del terremoto y puesta en ese lugar como símbolo de esperanza, fe y protección para los habitantes del lugar. También se ven las ruinas externamente visibles de la iglesia, las rajaduras en las paredes laterales producto del movimiento sísmico y el campanario yacente sobre lo que quedó de la pared frontal. El contenido plasmado en su obra refleja un evento que marcó un antes y después en la historia de San Juan y afectó tanto a su población como a los compatriotas de las demás provincias. Esta obra conforma el legado artístico e histórico que, pese a los eventos desafortunados que se sucedieron en la provincia posteriormente, pudo preservarse para recordar un hecho socio-histórico que fue parte de aquella anhelada proyección de Argentina como nación moderna, civilizada y progresista.
Lo mismo sucede con su obra Iglesia, la cual forma parte de la serie pictórica sobre el “después” del acontecimiento sísmico referido. Cabe mencionar que dicha pintura resguarda una acentuada similitud con otra obra de la época: Ruinas, ejecutada por Luis Brusotti, maestro de la pintora, en 1894. El artista, al igual que su alumna, captó un sector de la Capilla Nuestra Señora de los Dolores, devastada luego del terremoto. Al apreciar ambas obras pictóricas, puede afirmarse que la paleta de colores, la ubicación espacial de la composición y el motivo artístico son semejantes, pero ejecutadas desde la impronta propia de cada artista. La obra constituía (y constituye) un artefacto artístico y, a la vez, testimonial que pudo ser de alcance para todos los habitantes del territorio argentino, a través de su difusión y reproducción en manuales escolares, periódicos y revistas, y alimentar así un sentimiento de unidad e identidad nacional. 
Actualmente, las obras Carpa de la Merced e Iglesia, de Daría Echagüe, como Ruinas, de Luis Brusotti, se encuentran preservadas en óptimas condiciones en el Museo Provincial de Bellas Artes Franklin Rawson, en San Juan capital. Cabe destacar que, en el año 2019, la institución realizó una exposición titulada “20:52. El terremoto de San Juan, 1944” donde el público pudo apreciar tanto las obras mencionadas como otras afines con la temática de la exposición. 

## Premios y reconocimientos
En el transcurso de su trayectoria, Daría recibió varias premiaciones por su obra, tanto en Buenos Aires como en San Juan. Se sabe que allí recibió una medalla de oro, pero no se ha podido cotejar a mérito de qué. 
Daría fue una artista con una vocación muy arraigada en la pintura y se convirtió en una de las productoras artísticas activas más distinguidas en la provincia de San Juan, pese a no haber tenido tal reconocimiento. A excepción de José León Pagano, quien en su libro El arte de los argentinos destacó con elogios y mérito su labor pictórica, lo cual significó una consagración absoluta proviniendo de un crítico. Tanto la artista como su producción fueron invisibilizadas en el terreno artístico tanto local como nacional, y se nota su ausencia como un gran vacío entre líneas en los relatos legitimadores sobre la historia del arte y de San Juan.